# Liparetrus validus
Liparetrus validus är en skalbaggsart som beskrevs av Britton 1980. Liparetrus validus ingår i släktet Liparetrus och familjen Melolonthidae. Inga underarter finns listade i Catalogue of Life.